# UB-20号潜艇
陛下之UB-20号艇是德意志帝国海军于第一次世界大战期间建造的其中一艘UB-II型近岸潜艇或称U艇。它由汉堡的布洛姆与福斯船厂承建，于1915年9月26日下水，至1916年2月8日交付使用。其艇载武器包括两具500毫米的艇艏鱼雷发射管以及一门50毫米口径甲板炮。UB-20号曾先后被部署至波罗的海和佛兰德，并参与了大西洋潜艇战。在总共15次巡逻期间，该艇累计击沉了13艘协约国或中立国商船，容积总吨为10230吨。1917年7月28日，UB-20号在泽布吕赫附近触雷沉没，艇内13名官兵全数阵亡。

## 设计
第一次世界大战爆发后，随着U艇战形势的发展，UB-I型潜艇排水量过小、适航性不佳、推进系统可靠性低等问题愈发凸显。其水面航速甚至追不上商船，以5節（9.3每小時）航速潜航1小时后，蓄电池电能便会耗尽。它们甚至无力应对多佛尔海峡8至10節（15至19每小時）的海流。为此，潜艇监察局于1915年4月研发了UB-I型潜艇的放大版——UB-II型，并由德国国家海军办公室委托两家造船厂建造。其中UB-20号是由汉堡布洛姆与福斯船厂承建的第三艘，于1915年9月26日下水。
与前型UB-I型相比，UB-20号的水面及水下排水量分别增至270吨和292吨，全长36.13米，艇体采用单壳体加鞍形水柜构造。由于突破了铁路限界，舷宽也得以增至4.36米。该艇采用双桨驱动，具有更大的蓄电池容量和更高功率的发动机。其主机为两台科尔庭六缸四冲程280匹公制馬力（210千瓦特）柴油机用于水面运行，以及两台相同功率的西门子-舒克特电动发电机用于水下航行；水面最高航速9.15節（16.95每小時），水下5.81節（10.76每小時）；能够在水面以5节航速续航6,450海里（11,950），或以4節（7.4每小時）连续在水下航行45海里（83）而无需充电。蓄电池被放置在中央潜柜的前方，以配平更重的发动机安装。其最大潜水深度为50米，潜没需时为30－45秒。
UB-20号的主武器为两具500毫米艇艏鱼雷发射管，采用层叠式布局，以实现可以创造最佳表面效率的舷弧设计；鱼雷携带量增至4枚，鱼雷威力亦显著提高。辅助武器是一门50毫米甲板炮。司令塔增加了一具潜望镜，并配备了1根两段式可伸缩通信桅杆，前水平舵外形也做了调整。其标准船员编制为2名军官加21名水兵。

## 服役历史
1916年2月10日，UB-20号在前UC-10号艇长、海军中尉马克斯·菲贝格的指挥下正式入役，随即展开海试。完成海试后，该艇于3月12日编被入波罗的海的第五半区舰队。1917年2月1日，赫尔曼·格里姆普夫中尉接替菲贝格担任UB-20号艇长，并于3月26日率领该艇转投佛兰德区舰队。在为期一年多的役期中，UB-20号参与了大西洋潜艇战，曾先后执行15次巡逻，累计击沉13艘协约国或中立国商船，容积总吨为10230吨。
1917年7月28日，UB-20号离开奥斯坦德，在诺德辛德灯船附近海域进行了四个小时的潜水试验，却再没有返航。该艇是行至泽布吕赫附近的51°21′N 2°38′W / 51.350°N 2.633°W处不慎触雷沉没，艇内13名官兵全数阵亡。艇长格里姆普夫的尸体则于1917年8月3日被冲到罗德约格附近的日德兰海岸，并埋葬在当地的墓园。

## 袭击历史摘要
| 日期          | 船名               | 船籍 | 吨位 | 结局       |
| ------------- | ------------------ | ---- | ---- | ---------- |
| 1916年8月2日  | 奥斯卡兄弟号       | 瑞典 | 368  | 击沉       |
| 1916年8月2日  | 贸易号             | 瑞典 | 638  | 击沉       |
| 1916年8月2日  | 泰美斯号           | 瑞典 | 1047 | 缴作战利品 |
| 1916年8月2日  | 薇拉号             | 瑞典 | 312  | 击沉       |
| 1916年8月2日  | 韦姆兰号           | 瑞典 | 213  | 击沉       |
| 1917年4月10日 | 普路托号           | 英国 | 1266 | 击沉       |
| 1917年5月7日  | 玛莎·玛丽亚号      | 荷蘭 | 176  | 击沉       |
| 1917年5月7日  | 荷兰亲王亨德里克号 | 荷蘭 | 182  | 击沉       |
| 1917年5月16日 | 弗里索号           | 荷蘭 | 171  | 击沉       |
| 1917年5月17日 | 基尔马霍号         | 英国 | 2155 | 击沉       |
| 1917年5月18日 | 冒险号             | 英国 | 50   | 击沉       |
| 1917年5月18日 | 报春花号           | 英国 | 62   | 击沉       |
| 1917年5月19日 | 阿斯基德号         | 挪威 | 2540 | 击沉       |
| 1917年5月20日 | 诺曼德号           | 挪威 | 2097 | 击沉       |
| 1917年6月11日 | 康帕宁骑士号       | 英国 | 7241 | 击伤       |

## 脚注
1. 1 2 3 4 5  Rössler，第64頁.
2. 1 2 3 4  Helgason, Guðmundur. . German and Austrian U-boats of World War I - Kaiserliche Marine - Uboat.net.   [2022-03-20].
3. 1 2 3  Gröner 1991，第23-25頁.
4. 1 2  Helgason, Guðmundur. . German and Austrian U-boats of World War I - Kaiserliche Marine - Uboat.net.   [2015-01-29].
5. 1 2  Helgason, Guðmundur. . German and Austrian U-boats of World War I - Kaiserliche Marine - Uboat.net.   [2015-01-29].
6. 1 2 3  陈进，第47頁.
7. ↑  Rössler，第50頁.
8. 1 2  Helgason, Guðmundur. . German and Austrian U-boats of World War I - Kaiserliche Marine - Uboat.net.   [2015-01-29].
9. ↑  Bendert，第195頁.